# Tipula (Pterelachisus) edwardsella
Tipula (Pterelachisus) edwardsella is een tweevleugelige uit de familie langpootmuggen (Tipulidae). De soort komt voor in het Oriëntaals gebied.